# Теофан Византийски
Теофан Византийски (на старогръцки: Θεόφανης, Theophanes Byzantios) е византийски историк от 6 век.
Теофан е написал произведение за управлението на Юстиниан и историческо произведение главно за избухналата през 572 г. по времето на император Юстин II (565 – 578) персийска война. Произведението е написано на старогръцки език и описва в десет книги събитията от 566 до десетата година на войната (581/582). Патриарх Фотий го споменава в своята Библиотека (cod. 64).
Теофан разказва за една делегация на турците (Tourkoi), (които там се споменават за пръв път в римски източник) до Юстин II, която настоява импраторът да не приеме аварите. Теофан пише също за внасянето на копринени пеперуди в Източната Римска империя.